# Tim Seifert (Fußballspieler)
Tim Seifert (* 25. Juni 2002 in Illertissen) ist ein deutscher Fußballspieler. Aktuell steht der Abwehrspieler beim TSV Essingen unter Vertrag.

## Karriere
Seifert begann bereits im Alter von vier Jahren das Fußballspielen in der Jugend des TSV 1889 Buch. Schon in jungen Jahren wechselte er allerdings in die Nachwuchsabteilung des SSV Ulm. 2015 wechselte er schließlich ins Nachwuchsleistungszentrum des FC Bayern Münchens, für dessen Nachwuchsmannschaften er bis 2018 spielte. Daraufhin schloss er sich dem 1. FC Heidenheim an, wo er die weiteren Nachwuchsmannschaften durchlief. So war er in der Saison 2018/19 Stammspieler der U17 Heidenheims in der B-Junioren-Bundesliga, in den folgenden beiden Saisons, die aufgrund der COVID-19-Pandemie jedoch vorzeitig beendet wurden, kam er für die U19 Heidenheims in der A-Junioren-Bundesliga zum Einsatz.
Zur Saison 2021/22 erhielt Seifert einen Profivertrag vom 1. FC Heidenheim und wurde in die erste Mannschaft in der 2. Bundesliga eingegliedert. Sein Profidebüt gab er schließlich am 31. Juli 2021 beim 2:1-Sieg gegen den FC Ingolstadt, als er in der 85. Spielminute für Jonas Föhrenbach eingewechselt wurde. Dieses Spiel sollte allerdings sein einziges für Heidenheim bleiben und er stand auch nur bei einem weiteren Spiel im Kader. Sein im Sommer 2022 auslaufender Vertrag wurde daraufhin nicht verlängert.
Im Sommer 2022 wechselte Seifert ablösefrei in die Regionalliga Nordost zum Berliner AK 07. Dort konnte er sich zu Saisonbeginn allerdings auch nicht durchsetzen und kam nur auf einige Kurzeinsätze als Einwechselspieler. Er debütierte am 17. September 2022 bei der 1:2-Niederlage gegen die BSG Chemie Leipzig. Daneben wurde Seifert allerdings in einigen Partien des Landespokals von Berlin eingesetzt, wo er in der Zweitrunden-Begegnung mit Polar Pinguin sein erstes Tor für die Berliner erzielen konnte. Nachdem er in der ersten Saisonhälfte kaum zum Einsatz gekommen war, entwickelte er sich in der zweiten Saisonhälfte zu einem Rotationsspieler im Kader der Berliner. Dennoch verließ er den Verein nach einer Saison schon wieder.
Im Juli 2023 schloss sich Seifert dem TSV Essingen an, der in die Oberliga Baden-Württemberg aufgestiegen ist.